# Genética de los pelajes del caballo
Genética de los pelajes del caballo describe los factores que determinan el color fenotípico que se presenta en el caballo. Cada color se refiere al pelaje corto, el pelo largo (crines, cola) y los ojos.
Los nuevos métodos de la biología molecular permiten entender el funcionamiento de los procesos genéticos y la genética de los pelajes del caballo. Por eso se sabe que los diferentes colores existen principalmente  en cada raza. Sólo las decisiones de los criadores los suelen reducir, a veces ya durante siglos.
Por eso hay que diferenciar los colores entre el genotipo (los factores que determina la cría de los caballos por colores) y el fenotipo (el color que el caballo presenta).

## Principios de la genética
En relación al color del pelo, el fenotipo es el color que podemos observar del animal y este está determinado por su genotipo, es decir el conjunto de genes que influyen sobre el color, de los cuales cada progenitor aporta la mitad.
Hay factores que necesitan que los dos genes sean iguales para que sean mostrados en el fenotipo, a estos genes se les llama genes recesivos. Los factores recesivos se escriben en minúscula (e). Otros factores se muestran si solo uno de esos genes está presente, estos son los genes dominantes. A l
Los caballos que llevan el mismo gen en ambos alelos homólogos se denominan homocigóticos para ese gen y a los que llevan diferentes genes alelos se denominan heterocigóticos para ese gen. Su representación es GG para homocigoto y Gg heterocigoto.
Una yegua alazán que es cubierta por un semental alazán produce un potro alazán con un porcentaje del 100% de posibilidades. La cubrición de dos caballos no tordos no puede producir un potro tordo. Pero la cubrición de un tordo heterocigoto (G/g) con un caballo no tordo (g/g) puede producir un potro tordo (G/g) o un potro no-tordo (g/g) en un porcentaje del 50% de posibilidades. La cubrición de un tordo homocigoto (G/G) con un caballo no tordo (g/g) produce un potro tordo (G/g) con un porcentaje del 100% de posibilidades.

## Los colores principales

### Extensión
La gran diversidad de colores se puede reducir a combinaciones de "rojo" y "negro". Estos dos colores son resultado de los pigmentos producidos por los melanocitos eumelanina (negro) y feomelanina (rojo o amarillo). Los alelos E (negro) y e (rojo) determinan estos pigmentos.
Un caballo negro tiene por lo menos un gen E (E/e; a/a o E/E; a/a). Un caballo alazán tiene una pareja de genes e (e/e; A/a, e/e; a/a o e/e; A/A). Dos caballos alazanes siempre tienen hijos alazanes, dos caballos negros heterozigotos para el gen E (E/e; a/a) pueden tener un hijo alazán con un porcentaje del 25%.

### Agoutí
El Agoutí (A) reduce localmente la eumelanina del cuerpo únicamente en patas, crines, cola y orejas. Por eso un caballo eumelánico (E/e o E/E) en combinación con un gen A dominante (A/a o A/A) tiene una capa castaña.
A un caballo alazán no le hace afecta tener uno o dos genes A porque la restricción se refiere sólo la eumelanina (E). 
Cada caballo que lleve los alelos E/E; A/A, E/E; A/a, E/e; A/A o E/e; A/a será castaño. 
Así tenemos tres colores principales: alazán, negro y castaño. Cada caballo, tenga la capa que tenga, tiene uno de estos tres colores. Los demás aspectos son variaciones de estos colores.

## Dilución
Existen diferentes diluciones que varían los colores principales de los caballos.

### Champagne
La dilución "champagne" se conoce solo en los caballos americanos donde aparecido. El aclarado afecta al pelo corto como a cola y crines. Todos los colores "champagne" llevan un aspecto metálico y sus ojos están azules al nacimiento, después tienen el mismo estilo un marrón avellana (a veces más claro que lo normal). La piel de los caballos está entre gris y rosa y moteada. 

#### Tabla sobre la dilución del gen Champagne
| Dilución del caballo alazán  |               |                                           |                     |               |
| Alazán                       | ch/ch         | capa roja y crines rojos o más claros     | piel negra          | ojos marrones |
| Oro Champagne                | Ch/ch o Ch/Ch | capa amarilla dorada y crines de blancos  | piel rosada moteada | ojos avellana |
| Dilución del caballo castaño |               |                                           |                     |               |
| Castaño                      | Ch/ch         | capa roja o marrón y crines negros        | piel negra          | ojos marrones |
| Amber Champagne              | Ch/ch o Ch/Ch | capa café dorada y crines negros/marrones | piel rosada moteada | ojos avellana |
| Dilución del caballo negro   |               |                                           |                     |               |
| Negro                        | ch/ch         | capa y crines negros                      | piel negra          | ojos marrones |
| Classic Champagne            | Ch/ch o Ch/Ch | capa bronce y crines marrones             | piel rosada moteada | ojos avellana |

### Crema
El gen Crema (Cr/cr) diluye los pigmentos rojos como los negros. Tiene un efecto sobre el fenotipo siendo heterocigoto (Cr/cr), perolo afecta mucho más sí es homocigoto (Cr/Cr). 
Un caballo con dos alelos es denominado caballo de transmisión, porque todos sus potros serán caballos diluidos. 

#### Tabla sobre la dilución del gen crema
| Dilución del caballo alazán  |       |                                                |             |               |
| Alazán                       | C/C   | capa roja y crines rojos o más claros          | piel negra  | ojos marrones |
| Palomino                     | Cr/C  | capa amarilla y crines de crema o blancos      | piel negra  | ojos marrones |
| Cremello                     | Cr/Cr | capa crema y crines blancos                    | piel rosada | ojos azules   |
| Dilución del caballo castaño |       |                                                |             |               |
| Castaño                      | C/C   | capa roja o marrón y crines negros             | piel negra  | ojos marrones |
| Bayo                         | Cr/C  | capa café y crines negros                      | piel negra  | ojos marrones |
| Perlino                      | Cr/Cr | capa y crines crema                            | piel rosada | ojos azules   |
| Dilución del caballo negro   |       |                                                |             |               |
| Negro                        | C/C   | capa negra y crines negros                     | piel negra  | ojos marrones |
| Negra Ceniza                 | Cr/C  | capa negra o marrón y crines negros o marrones | piel negra  | ojos marrones |
| Crema Ceniza                 | Cr/Cr | capa y crines crema                            | piel rosada | ojos azules   |

### Perla
Pearl (Prl/prl) se descubrió en Estados Unidos de América. Se encuentra en Caballos Peruanos de Paso y en caballos andaluces, como en Caballos Americanos de Quarter, que tienen "Barlink Macho Man" como antecedente y también en los caballos de Puro Sangre Lusitano y en el Irish Cob. Está aparecido en Europa, pero fue descubierto en América en primero. Por eso al principio le llamaban al gen "Factor Barlink" y después "pearl". Perla es recesivo y es en el gen MATP como el crema. Se diluye  solamente en dos ejemplar y da la capa muy conocida "Isabelo" o con un crema. Atención, es muy fácil de confundirlo con el gen Champagne.

#### Tabla sobre la dilución del gen perla
| Dilución del caballo alazán  |         |                                         |                               |                     |
| Alazán portador perla        | C/prl   | capa roja y crines rojos o más claros   | piel negra                    | ojos marrones       |
| Palomino perla               | Cr/prl  | capa amarilla clara y crines de blancos | piel rosada un poquito morado | ojos verdes o ambar |
| Isabelo (albaricoque)        | prl/prl | capa y crines albaricoques              | piel morada                   | ojos negros         |
| Dilución del caballo castaño |         |                                         |                               |                     |
| Castaño portador perla       | C/prl   | capa roja o marrón y crines negros      | piel negra                    | ojos marrones       |
| Bayo perla                   | Cr/prl  | capa crema y crines caramelos           | piel rosada un poquito morado | ojos verdes o ambar |
| Isabelo                      | prl/prl | capa bronce o dorada                    | piel morada                   | ojos negros         |
| Dilución del caballo negro   |         |                                         |                               |                     |
| Negro portador perla         | C/prl   | capa y crines negros                    | crines negros                 | ojos marrones       |
| Negro cenizo perla           | Cr/prl  | capa crema y crines caramelos           | piel rosada un poquito morado | ojos verdes o ambar |
| Isabelo                      | prl/prl | capa bronce o dorada                    | piel morada                   | ojos negros         |

### Dun
El alelo Dun (D) diluye el pelo de todo el cuerpo y provoca una raya al mulo y a veces cebraduras. El caballo tiene una capa de crema oscura, crines marrón oscuros o a veces más oscuro en la mitad y más claro al borde; el color exacto de la capa depende del color principal entre más amarillo, más claro, más gris, como una rata. Este caballo se llama isabela, cervuno o ratonero dependiendo del color principal lo que lleva.

### Flaxen
El alelo Flaxen (f) sólo tiene efectos en el alazán, diluye sólo el color de las crines. Se encuentra mucho en los caballos Haflinger. Pero un caballo necesita ser homocigoto (f/f) para reflejar ese efecto en el fenotipo.

### Pangaré
El gen Pangaré (P o Pa) se encuentra en algunas razas de poni. Caballos con este gen tienen la boca de color claro-crema y a veces la parte inferior de los flancos, en los ijares, axilas y la braga clara.

### Silver
Silver, se llama también Silver Dapple (Z), es dominante. Silver diluye sólo pelo negro. Por eso caballos alazanes lo pueden llevar sin que los afecte a su fenotipo. 
Un caballo negro, que lo lleva, tiene crines de color crema y una capa marrón oscura chocolate. A veces parecen como caballos alazanes oscuros, pero genéticamente son completamente diferente.
Caballos castaños con Silver llevan crines claros, gris, a veces gris metálico. El cuerpo, sí es un castaño no oscuro queda como está. Estos caballos no parecen como alazanes, pero a veces se los confunde también.
Algunos caballos con Silver Dapple llevan un pelaje con manchas redondas como se los conoce de algunos tordos.

## Capa más oscura

### Smutty
El gen Smutty (también Sooty) (Sty) añade unos pelos negros al pelaje, así un alazán queda alazán tostado, un caballo castaño un bocifuego. 

## Tordo

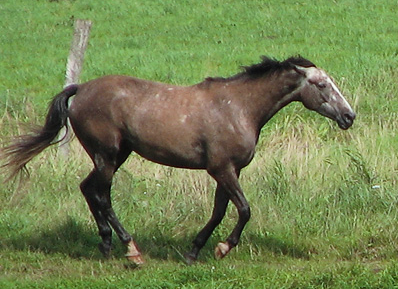
Caballo galopando de color tordo incipiente.

El caballo tordo nace como un negro, un alazán o un castaño o una de las variaciones descritos antes.
La diferencia es que el caballo tordo se aclara al envejecer hasta el blanco. Pero ese blanco no es el mismo que el de las partes blancas de otros caballos (píos por ejemplo). Los pelos se van despigmentando al envejecer. 
El gen Gray es dominante por eso la capa de un caballo se muestra torda tanto siendo homocigoto (G/G) como heterocigoto (G/g).

## Ruano

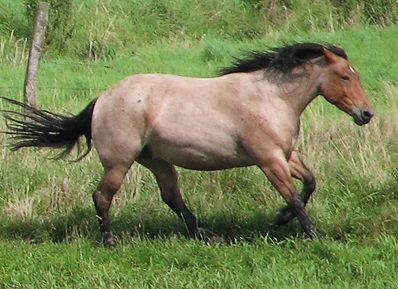
Caballo galopando de color ruano-castaño

El ruano (Rn) a veces parece como un tordo joven, es decir que tiene una mezcla entre pelos blancos y pelos de color. El ruano como el tordo cambia el pelo y a veces tiene más pelos blancos, pero al contrario que el tordo no se hace más blanco al envejecerse sino nace ya ruano y los cambios son cambios entre invierno y verano. La mayoría de los ruanos tienen la cabeza, crin y patas oscuras.

## Blanco
El gen Blanco (W) es dominante y provoca un caballo blanco como el tordo, pero el blanco ya nace blanco. Sólo en las orejas o en la crin y la cola pueden existir pelos de color. Los ojos de un caballo blanco son marrones, no son albinos. El gen blanco es mortal en homocigosis (W/W).

## Pío
Existen diferentes tipos de píos en los caballos.

### Tobiano
El pío más conocido en Europa es el Tobiano (To), que es dominante. Las manchas blancas parecen verticales. La cara de un tobiano está de color y lleva sólo estrella o lucero corrido fino, las patas son blancas y hay manchas blancas que van hasta la cruz.

### Overo
Overo (Fr y fr) se piensa que es dominante. Un pío overo lleva manchas blancas más horizontales, muchas veces en la mitad del cuerpo, que normalmente no llegan hasta la cruz. Un caballo con dos genes de overo (homocigótico) no puede sobrevivir, este efecto se llama OLWS (Overo-Lethal-White-Syndrom). El caballo pío overo normalmente lleva las patas en color o sólo tiene calzados blancos no altos, pero a veces lleva en la cara un lucero corrido ancho.

### Sabino
El caballo Sabino (Sb) a veces se puede confundir con un overo si lleva la cara blanca y manchas horizontales; pero el Sabino suele tener patas calzadas muy altas. Además normalmente las manchas blancas empiezan en una calzada y llegan al cuerpo o empiezan debajo de la braga. También existen caballos que parecen píos, pero son sabinos también; estos caballos llevan la cara blanca y las calzadas muy altas y a veces pequeñas manchas bajo la braga. También pueden llevar partes del cuerpo "arruanadas".

### Splashed White
Splashed White (Spl) se encuentra muy raramente. El gen Spl es dominante. Un caballo homocigótico (Spl/Spl) lleva más blanco que un caballo heterocigótico (Spl/spl).
Los Splashed Whites tienen los ojos azules, patas, braga, partes del cuello, cola, cara y (a veces) orejas blancas.

### Leopardo
El gen que muestra el leopardo completo lo hace también con el apaloosa manchado. Por eso se llama el complejo leopardo (Lp). Se desconoce su transmisión y dominancia. Los caballos homocigóticos no ven por la noche[cita requerida].